# Selección femenina de baloncesto de España
La selección femenina de baloncesto de España es el equipo formado por jugadoras de nacionalidad española que representa a España a través de la Federación Española de Baloncesto que la dirige, en las competiciones internacionales organizadas por la Federación Internacional de Baloncesto (FIBA) y el Comité Olímpico Internacional (COI).
España es una de las grandes potencias del baloncesto femenino y ocupa, a 1 de octubre de 2022, el primer puesto europeo y el cuarto mundial, en el ranking FIBA. Es subcampeona olímpica (Río 2016), subcampeona mundial (2014) y tetra campeona europea, entre otros logros.
En octubre de 2021, el equipo campeón de Europa de 1993 fue incluido en el Hall of Fame del Baloncesto Español en la promoción de 2019.

## Historia

### Orígenes
El 16 de junio de 1963, se disputó el primer partido oficial de la selección española en la localidad barcelonesa de Malgrat de Mar ante la selección suiza, en la que cayeron derrotadas 31-40. Las integrantes del conjunto español fueron: Mari Paz Gómez, Mari Cruz Hurtado de Mendoza y Maldonado, Mª Isabel Díez de la Lastra, Luisa Puentes, Mabel Martínez Ortíz, Monserrat Bobee, Mª Luz Rosales, Mª Josefa Senante, Ángeles Gómez Mínguez, Teresa Pérez, Antonia Gimeno, Teresa Tamayo y Teresa Vela. El seleccionador fue Cholo Méndez.

### Años 1990

#### Barcelona 1992
El primer hito de la selección española llegó con el quinto puesto en los Juegos Olímpicos de Barcelona 92. España disputó sus primeros Juegos Olímpicos por su calidad de anfitriona. La selección estuvo encuadrada en el grupo B junto a los EE. UU. China y Checoslovaquia. En este grupo sólo ganó un único encuentro ante las checoslovacas por 59-58. Por ello, tuvo que disputar un partido ante Italia para poder disputar la final que otorgaría el quinto puesto. Se venció a las italianas por 92-80 y ello dio el pase a la final, que sería ante las checoslovacas a las que se les venció curiosamente con el mismo marcador que en el de la primera fase por 59-58. En su primera participación en unos JJ. OO., España lograba una quinta posición y un diploma olímpico por ello, no obstante al año siguiente tal gesta sería superada.

#### Eurobasket 1993
El 13 de junio de 1993, se celebró la final del Eurobasket en Perugia (Italia). Cabe destacar la gran actuación de Blanca Ares con 24 puntos anotados. Añadir, para finalizar, que por primera vez en su historia, una selección absoluta española de baloncesto ganaba un oro.

#### Mundial 1994
Tras la medalla de oro del Europeo del año anterior, España jugó por primera vez un Mundial, que se disputó en Australia, y en el que consiguió la octava posición.

#### Mundial 1998
España participa por segunda vez en un Mundial en 1998. Tras perder contra Australia en cuartos de final obtiene un meritorio 5º puesto.

### Años 2000

#### Eurobasket 2001
El 23 de septiembre de 2001, España obtuvo su segunda medalla en un Europeo, en el de Francia en el año 2001, la de bronce, al vencer en la final de consolación a Lituania por 89-74. La gran protagonista de este encuentro, fue la alero Nieves Anula que anotó 28 puntos.

#### Mundial de 2002
En el año 2002, se celebró el Mundial en China Amaya Valdemoro fue elegida la mejor alero en el quinteto del campeonato.

#### Eurobasket 2003
Al año siguiente, España volvía a subir al tercer cajón del podio del Eurobasket de Grecia, tras vencer el 28 de septiembre a Polonia en un partido casi épico. Ya que las polacas llegaron a estar veinte puntos por arriba (14-34) y al final del tercer periodo ganaban por quince (56-71), pero acabaron derrotadas en un gran último periodo de las españolas (realizaron un parcial de 6-0 en el último minuto y medio de juego para rematar el 31-10 que firmaron en último cuarto).

#### Atenas 2004
Tras dos ausencias olímpicas y 12 años después, España volvía a disputar unos Juegos Olimpícos en Atenas 2004. Estuvo encuadrada en el grupo B, donde venció sus tres primeros partidos ante la República Checa (80-78), a China (75-67) y a Nueva Zelanda (91-57).
Su penúltimo partido de la liguilla, fue ante la gran favorita, los Estados Unidos, este choque fue uno de los mejores partidos jugados por la selección en toda su historia, a pesar de una derrota por 71-58, este marcador no reflejó que en al inicio de la segunda mitad del choque se estuvo con un empate a 37 y que por ello las norteamericans hiciesen una defensa espléndida para ganar el encuentro. En su último encuentro, vencieron a Corea del Sur por 64-61, con más sufrimiento de lo esperado. El 25 de agosto, la selección fue eliminada en cuartos por Brasil (63-67), en un choque muy igualado ya que el marcador a 1.13 minutos del final era de empate a 59, acabando el campeonato en sexto lugar.

#### Eurobasket 2005
Tras la decepción que supuso no haberse clasificado para las semifinales en los Juegos Olímpicos, la selección sumó su tercera medalla de bronce consecutiva en un Eurobasket, en esta ocasión en Ankara (Turquía) en el su edición del año 2005. Para colgarse esa presea vencieron a Lituania por 83-65.

#### Mundial 2006
España acudió al Mundial de 2006 en Brasil. Formó parte del grupo A y tuvo como rivales a Corea del Sur, Argentina y Brasil. Vencieron a las coreanas por 87-57, para pasar a cuartos, donde cayeron ante Rusia. acabando sextas en el campeonato.

#### Eurobasket 2007
El 7 de octubre, 14 años después, España volvía a disputar una final, nuevamente en un Europeo y teniendo como rival a la vigente subcampeona del mundo, Rusia. Al final de la primera parte, el equipo perdía por 24-44. Amaya Valdemoro fue elegida MVP del campeonato.

#### Pekín 2008
La selección acudía a Pekín 2008 para disputar sus terceros Juegos Olímpicos. Las chicas de estuvieron en el grupo B, junto a la tres veces campeona olímpica consecutiva, EE. UU., la anfitriona China, República Checa, Nueva Zelanda y Mali. En su primer choque perdieron contra las anfitrionas asiáticas por 67-64. En su segundo partido, ganaron a las neozelandesas por 85-62. Tras acabar tercera la fase de grupos, le tocó medirse con Rusia en los cuartos de final. Las rusas tenían a la recién nacionalizada Becky Hammon como su gran estrella.

#### Eurobasket 2009
En el Eurobasket de 2009 en Letonia, la selección española conquistó su cuarta medalla de bronce 63-56

### Años 2010

#### 2010: Primera medalla en un Mundial
La selección acudía a la República Checa para disputar su quinto Mundial de forma consecutiva, el de 2010. Las españolas estuvieron encuadradas en el grupo C de primera fase junto a Brasil, Corea del Sur y Malí. Vencieron sus tres choques. A las brasileñas por 69-57, a las asiáticas por 84-69 y a las africanas por 80-36.
Al acabar primera de su grupo, acabó en el grupo F de la segunda fase, en dicha liguilla tendría como rivales a Japón, las anfitrionas de Chequia y la «bestia negra» de la selección, Rusia.
El 1 de octubre, la selección venció a Francia por 74-71, tras haber sido necesario ir a la prórroga. Una gran actuación de Valdemoro con 7 puntos en el último minuto del tiempo reglamentario y 28 en todo el partido, permitió que disputaran las primeras semifinales de su historia en un Mundial.
El 2 de octubre, España sucumbió por 36 puntos (70-106) ante los Estados Unidos, selección que contaba con varias de las mejores jugadoras de su tiempo: Taurasi, Bird, Maya Moore o Tina Charles. Fue un choque sin mucha historia, ya que las norteamericanas las superaron en todas las facetas del juego.
Al día siguiente, el 3 de octubre, España venció a Bielorrusia por 77-68, las actuaciones de Sancho Lyttle, Alba Torrens y Amaya Valdemoro resultaron vitales. España ganaba la medalla de bronce, su primera presea en un Campeonato del mundo. La pívot Sancho Lyttle fue incluida en el quinteto ideal del torneo.

#### Eurobasket 2011
España acudía al Eurobasket de 2011 en Polonia, con su éxito en el Mundial del año anterior y con cinco jugadoras entre sus filas (Silvia Domínguez, Alba Torrens, Marta Xargay, Anna Montañana y Sancho Lyttle) que se habían proclamado campeonas de la Euroliga con el Perfumerías Avenida de Salamanca en ese año.
Estuvo en el grupo C, junto a la anfitriona Polonia, Alemania y Montenegro. Sólo perdió ante las montenegrinas por 66-57, clasificándose para la segunda fase en la que tuvo que jugar contra Francia, Letonia y Croacia en Katowice. Tras perder contra Francia y ganar a Letonia, España se jugó la clasificación para cuartos de final contra Croacia, contra la que perdió por 71-75.
Esta derrota impidió a la selección española clasificarse para cuartos de final, y por extensión disputar el preolímpico en el que hubiera luchado por conseguir un billete para disputar los que hubieran sido sus cuartos Juegos Olímpicos, en Londres 2012. Además, España, tras cinco Europeos después, no volvía a estar en el podio. Esto no sucedía desde 1999. Acabó en la novena posición.

#### 2013: Campeonas de Europa por segunda vez

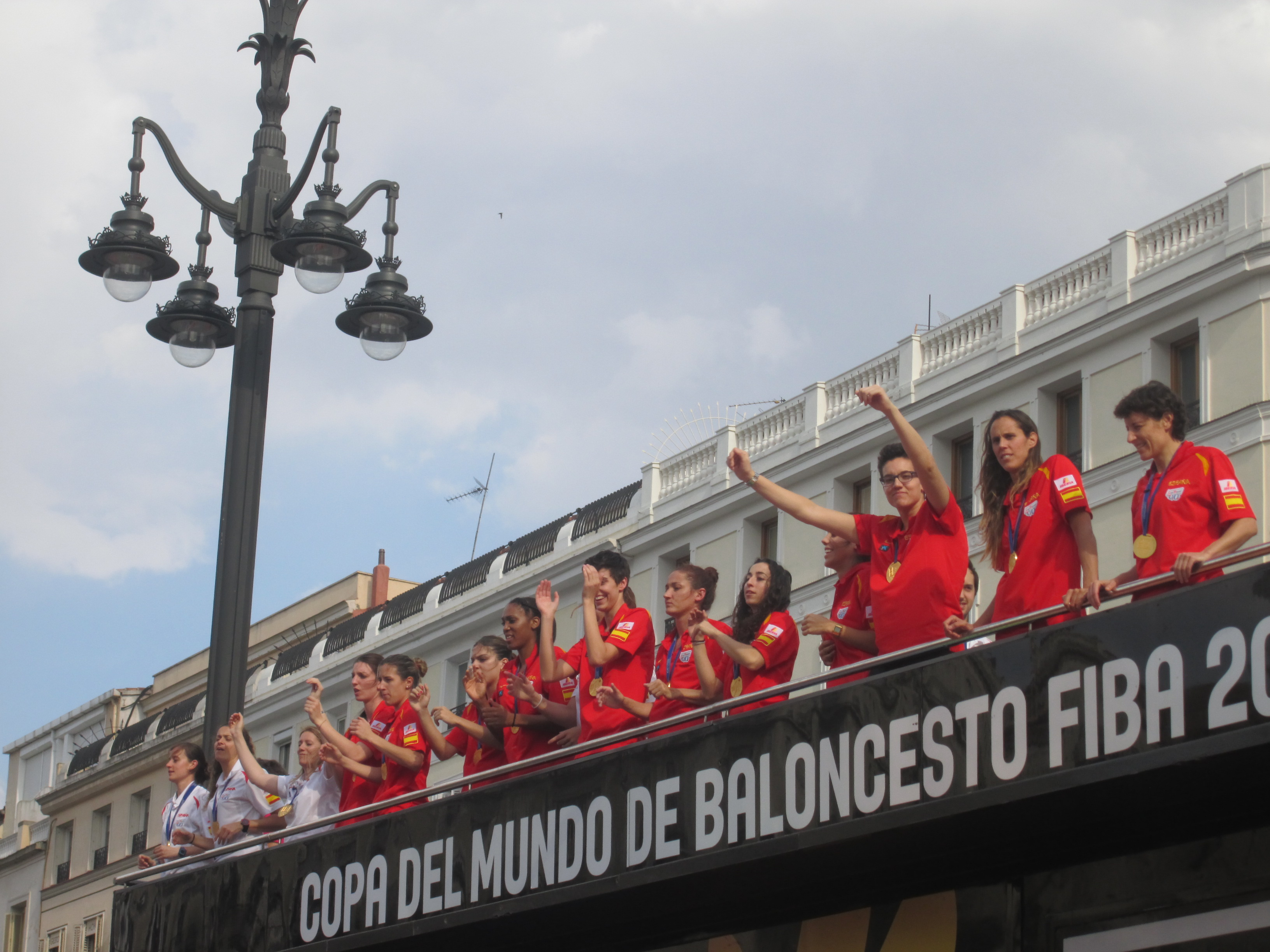
Las internacionales españolas saludando en los festejos de la Puerta del Sol.

La selección española formó parte del grupo B en el Europeo 2013 de Francia. En dicha primera fase tuvo como rivales a Rusia, Italia y Suecia. En su primer choque, venció a las rusas (las vigentes campeonas) por 77-72, gracias a una gran actuación de Alba Torrens que logró 30 puntos. Frente a las italianas consiguieron su segundo triunfo por 71-59, la gran protagonista del encuentro fue Sancho Lyttle que consiguió 19 puntos y 13 rebotes. Ante las suecas se volvió a lograr la victoria por 73-49 y otra vez Lyttle fue la jugadora más destacada del choque, por lograr 17 puntos y 17 rebotes.
En la segunda fase, en su primer choque En este partido, Amaya Valdemoro se convertía en la jugadora española con más internacionalidades de la historia (254) superando a Marina Ferragut.
El 30 de junio, en el pabellón Pévèle Arena (Orchies) disputó su tercera final en un Eurobasket y su rival sería la anfitriona, Francia, que además era la subcampeona olímpica. Así pues, y contra todos esos factores en contra, el equipo de Lucas Mondelo ganó por 70-69. A 4 minutos del final, el choque estaba empatado a 63, un minuto después España se puso un punto arriba y Lyttle anotaba los cinco puntos decisivos. A siete segundos de la conclusión del choque, España defendió muy bien y Lawson-Wade falló el forzado triple del empate. España conquistaba 20 años después su segundo Eurobasket y esa medalla de oro supuso la mejor despedida posible de dos de sus mitos: Elisa Aguilar y Amaya Valdemoro que dejó el récord de internacionalidades en 258 partidos.
Sancho Lyttle fue elegida la mejor jugadora del torneo (MVP), además, aparte de ese galardón, formaba junto a su compañera Alba Torrens en el cinco ideal del campeonato.

#### 2014: Subcampeonas del mundo

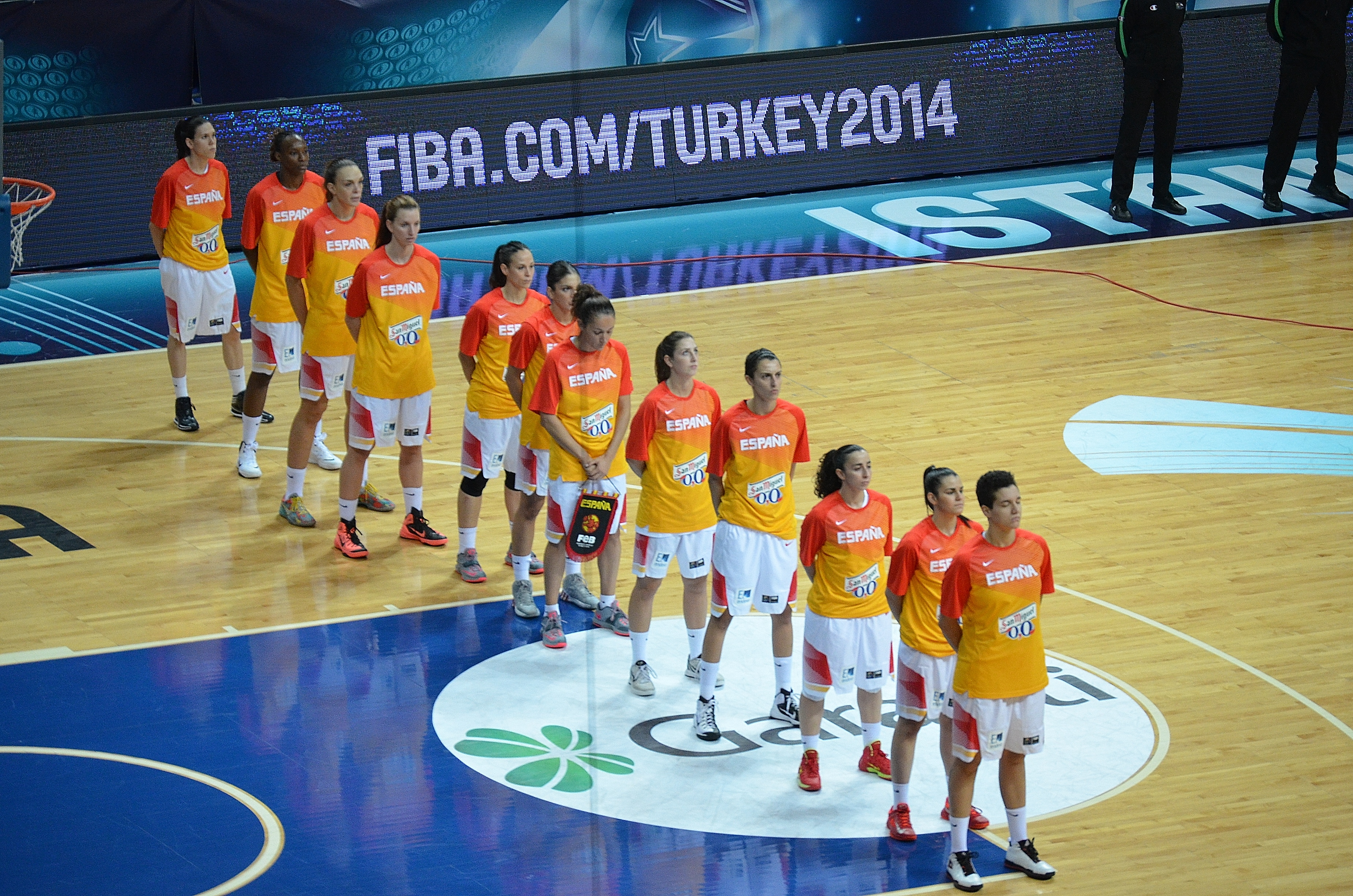
Las internacionales españolas formando para los himnos nacionales.

Entre los días 27 de septiembre hasta el 5 de octubre se celebró en Turquía el Campeonato Mundial de 2014.
El domingo 5 de octubre, el conjunto español disputó la final del campeonato en el pabellón Ülker Sports Arena de Estambul ante los Estados Unidos (selección que en 20 años había sumado 81 victorias y una sola derrota). Las norteamericanas lideradas por Maya Moore (16 puntos en los dos primeros cuartos) se fueron al descanso con una ventaja de 20 puntos: 29-48.
Alba Torrens y Sancho Lyttle fueron seleccionadas como parte del quinteto ideal del campeonato. Completaron esa formación Maya Moore, Brittney Griner y la australiana Penny Taylor.
En 21 años la selección absoluta se había colgado nueve medallas, todas las que hacen su palmarés. Este éxito permitió a la selección subir hasta el tercer puesto de la clasificación de la FIBA, siendo el primer país europeo y solo por detrás de norteamericanas y australianas. Y para finalizar, este subcampeonato del mundo se vino a sumar al mejor año del deporte femenino español.

#### 2015: Bronce en el Eurobasket
Entre los días 11 a 28 de junio de 2015, se disputó el Eurobasket de Rumanía y Hungría 2015, donde defendían el oro de la anterior edición. El equipo fue prácticamente el mismo con el que se consiguieron los últimos éxitos, salvo la notable baja de la pívot Sancho Lyttle, con contrato en la WNBA. Además se incorporaron nuevas jóvenes jugadoras como Leticia Romero o Laura Herrera.
Quedaron encuadradas en el Grupo D junto con Eslovaquia, Lituania, Suecia y Hungría pasando sin perder ni un solo partido. En la segunda fase también ganaron todos los partidos ante Croacia, Serbia y Rusia pasando a la fase final sin ninguna derrota (siendo las únicas del torneo en lograrlo). Durante esta primera y segunda fase sobresalió la figura de Alba Torrens, con una media de 18.7 puntos por partido.
Disputaron los cuartos de final ante Montenegro ganando por un ajustado 75-74 tras unos minutos finales de infarto, gracias a un 2+1 vital en los últimos segundos de Anna Cruz y a una gran defensa final en el último ataque de las montenegrinas. Con esa victoria consiguieron también el pase al preolímpico de cara a los Juegos Olímpicos de Río de Janeiro 2016 (que era el primer objetivo de la selección).
En semifinales se cruzaron ante Francia que tomó revancha de la final de 2013, ganando por un también apretado 63-58, por lo que las chicas de Mondelo, no pudieron defender su oro. Desde que lo hiciera la Unión Soviética (URSS) en 1991, ninguna selección ha revalidado su campeonato.
En la lucha por la medalla de bronce, España pasó claramente por encima de Bielorrusia ganando 74-58, subiendo otra vez al pódium y cosechando la tercera medalla consecutiva en los últimos tres campeonato disputados. Con esta medalla de bronce, España sumaba a su palmarés su séptima presea en los últimos ocho Europeos. En este partido volvió a destacar Alba Torrens que anotó 25 puntos, haciendo una media de 19.7 puntos por partido durante el Campeonato. Se consiguieron los dos objetivos principales de la selección antes de dar comienzo el evento: obtener plaza en el preolímpico y subirse al cajón.
Debido a su gran actuación, Alba Torrens fue incluida en el Quinteto Ideal del Campeonato, además de ser la mayor anotadora de todo el evento con un total de 197 puntos (19.7 por partido).

#### 2016: Primera medalla en unos Juegos Olímpicos
En los Juegos Olímpicos de Río quedó encuadrada en el grupo B, junto a las selecciones de Estados Unidos, China, Serbia, Canadá y Senegal. Se clasificó para los cuartos como segunda de grupo, venciendo en cuartos a Turquía por 64-62 con una agónica canasta de Anna Cruz. En semifinales derrotó a Serbia por 68-54, perdiendo la final con el equipo estadounidense y llevándose la medalla de plata, primera presea olímpica de la selección.

#### 2019: Tetracampeonas de Europa
En el Eurobasket Femenino de 2019 celebrado en Serbia y Letonia, la selección española quedó encuadrada en el grupo A, junto con las selecciones de Gran Bretaña, Letonia y Ucrania. Se clasificó como primera de grupo. En cuartos de final derrotó a Rusia (78-54), en semifinales ganaron a Serbia (71-66) y en la final se impusieron a Francia por (86-66).

### Años 2020

#### 2021: Séptima en el Eurobasket
La selección no pudo conseguir el pase al Mundial 2022 tras quedar séptima en el Eurobasket.

#### 2021: Juegos Olímpicos de Tokio
En los Juegos Olímpicos de Tokio 2020 la selección cayó en cuartos de final, fue eliminada por Francia (64-67). En dos días, Lucas Mondelo fue cesado del puesto de seleccionador "ante la no consecución de los objetivos deportivos" de su contrato.
El 24 de septiembre de 2021 Miguel Méndez fue presentado como nuevo seleccionador del equipo.

#### 2023: Subcampeona del Eurobasket
La Selección Femenina quedaba encuadrada en el Grupo A con Letonia, Montenegro y Grecia perdiendo con letonas y venciendo a montenegrinas y griegas clasificándose a la fase final venciendo en cuartos a Alemania (67-42) en semifinales a Hungría (69-60) y cayendo en la final frente a Bélgica (58-64) obteniendo así la medalla de plata tras el convulso año 2021.

#### 2024: Juegos Olímpicos de París
En los Juegos Olímpicos de París 2024, la selección estuvo encuadrada en el grupo A, jugando contra China, Puerto Rico y Serbia, ganando todos y pasando a cuartos de final como primera de grupo. En cuartos de final, cayó contra Bélgica (66-79), obteniendo de esta forma la quinta plaza en el torneo y logrando un diploma olímpico.

#### 2025: Subcampeona del Eurobasket
La Selección pasó invicta de la fase de grupos, donde quedó encuadrada en el Grupo D con Alemania, Suecia y Gran Bretaña. La victoria en cuartos de final frente a República Checa por 88–81 le otorgó, además del paso a semifinales, el billete al premundial de 2026. Tras una semifinal agónica contra Francia, la selección venció 65–64, clasificándose de nuevo a la final. En la final, a pesar de ir ganando por 12 puntos a sólo 2 minutos del final, encajó un parcial de 14-0 que le valió la derrota contra Bélgica por 65–67, obteniendo de nuevo la plata.

## Palmarés
Juegos Olímpicos
- (1): Río 2016.

Copa Mundial
- (1): 2014.
- (2): 2010, 2018.

EuroBasket
- (4): 1993, 2013, 2017, 2019.
- (3): 2007, 2023, 2025.
- (5): 2001, 2003, 2005, 2009, 2015.

Juegos Mediterráneos
- (1): 1991.
- (3): 1993, 2001, 2005.

## Finales
| Fecha                | Competición                                           | Campeón        | Resultado | Subcampeón |
| -------------------- | ----------------------------------------------------- | -------------- | --------- | ---------- |
| 13 de junio de 1993  | Eurobasket de Italia 1993                             | España         | 63-53     | Francia    |
| 7 de octubre de 2007 | Eurobasket de Italia 2007                             | Rusia          | 74-68     | España     |
| 30 de junio de 2013  | Eurobasket de Francia 2013                            | España         | 70-69     | Francia    |
| 5 de octubre de 2014 | Mundial de Turquía 2014                               | Estados Unidos | 77-64     | España     |
| 20 de agosto de 2016 | Olimpiadas de Río 2016                                | Estados Unidos | 101-72    | España     |
| 25 de junio de 2017  | Eurobasket de Chequia 2017                            | España         | 71-55     | Francia    |
| 7 de junio de 2019   | Eurobasket de Serbia 2019                             | España         | 86-66     | Francia    |
| 25 de junio de 2023  | Eurobasket de Eslovenia e Israel 2023                 | Bélgica        | 64-58     | España     |
| 29 de junio de 2025  | Eurobasket de Chequia, Alemania, Italia y Grecia 2025 | Bélgica        | 67-65     | España     |

## Seleccionadores
| - Cholo Méndez: 1963-1970 - Josep Lluís i Cortés: 1970-1971 - Josep María Solà: 1974-1979 - José María Buceta: 1979 - María Planas: 1979-1984 - José María Buceta: 1985-1992 - Manolo Coloma: 1992-1998 | - Vicente Rodríguez: 1999-2004 - Domingo Díaz: 2005-2006 - Evaristo Pérez: 2007-2009 - José Ignacio Hernández: 2010-2011 - Lucas Mondelo: 2012-2021 - Miguel Méndez: 2021-Act. |

## Plantilla
Lista de las 12 jugadoras seleccionadas por Miguel Méndez, para el EuroBasket 2025:
| España                    | España          | España | España | España | España                  |
| Num                       | Jugadora        | Pos    | Altura | Edad   | Equipo                  |
| ------------------------- | --------------- | ------ | ------ | ------ | ----------------------- |
| 2                         | Elena Buenavida | B      | 1,74 m | 21     | Lointek Gernika         |
| 4                         | Mariona Ortiz   | B      | 1,81 m | 33     | Casademont Zaragoza     |
| 6                         | Aina Ayuso      | B      | 1,72 m | 25     | Hozono Global Jairis    |
| 44                        | Iyana Martín    | B      | 1,74 m | 19     | Perfumerías Avenida     |
| 9                         | Helena Pueyo    | E      | 1,83 m | 24     | Casademont Zaragoza     |
| 13                        | Andrea Vilaró   | E      | 1,85 m | 32     | Perfumerías Avenida     |
| 7                         | Alba Torrens    | A      | 1,91 m | 35     | Valencia Basket         |
| 8                         | María Araújo    | AP     | 1,80 m | 27     | Çukurova Basketbol      |
| 22                        | Raquel Carrera  | AP     | 1,90 m | 23     | Valencia Basket         |
| 20                        | Paula Ginzo     | AP     | 1,89 m | 27     | Hozono Global Jairis    |
| 3                         | Irati Etxarri   | AP     | 1,89 m | 26     | Lointek Gernika         |
| 11                        | Awa Fam         | P      | 1,97 m | 19     | Lointek Gernika Bizkaia |
| Entrenador: Miguel Méndez |                 |        |        |        |                         |

### Récords

#### Más internacionalidades
Las jugadoras con más de 150 partidos internacionales representando a España:
| #    | Jugadora          | Part. | Carrera   |
| ---- | ----------------- | ----- | --------- |
| 1.ª  | Laia Palau        | 314   | 2002-2022 |
| 2.ª  | Amaya Valdemoro   | 258   | 1995-2013 |
| 3.ª  | Marina Ferragut   | 253   | 1989-2006 |
| 4.ª  | Elisabeth Cebrián | 252   | 1989-2004 |
| 5.ª  | Lucila Pascua     | 244   | 2001-2020 |
| 6.ª  | Elisa Aguilar     | 222   | 1996-2013 |
| 7.ª  | Silvia Domínguez  | 214   | 2006-2024 |
| 8.ª  | Alba Torrens      | 221   | 2008-     |
| 9.ª  | Ana Belén Álvaro  | 204   | 1988-2002 |
| 10.ª | Carolina Mújica   | 202   | 1984-1995 |

| #     | Jugadora         | Part. | Carrera   |
| ----- | ---------------- | ----- | --------- |
| 11.ª  | Laura Nicholls   | 197   | 2008-2024 |
| 12.ª  | Mónica Messa     | 185   | 1985-1995 |
| 13.ª  | Piluca Alonso    | 171   | 1987-1998 |
| 14.ª  | Laura Gil        | 191   | 2007-2024 |
| 15.ª= | Anna Cruz        | 158   | 2009-2021 |
| 15.ª= | Margarita Geuer  | 158   | 1985-1993 |
| 17.ª  | Marta Xargay     | 147   | 2011-2020 |
| 18.ª  | Nuria Martínez   | 145   | 2001-2015 |
| 19.ª  | Ana Junyer       | 140   | 1980-1992 |
| 20.ª  | Leonor Rodríguez | 130   | 2013-2024 |

* En negrita jugadoras en activo

### Jugadoras por campeonato

#### Juegos Olímpicos
Juegos Olímpicos de Barcelona 1992, quinto puesto (Diploma Olímpico)
- Plantilla: Patricia Hernández, Carolina Mújica, Blanca Ares, Piluca Alonso, Mónica Pulgar, Wonny Geuer, Almudena Vara, Ana Belén Álvaro, Mónica Messa, Marina Ferragut, Elisabeth Cebrián y Carlota Castrejana. Seleccionador: José María Buceta.

Juegos Olímpicos de Atenas 2004, sexto puesto (Diploma Olímpico)
- Plantilla: Laia Palau, Marta Fernández, Amaya Valdemoro, Ingrid Pons, Elisabeth Cebrián, Rosi Sánchez, Nuria Martínez, Begoña García, Marina Ferragut, Sonia Blanco y Lucila Pascua. Seleccionador: Vicente Rodríguez.

Juegos Olímpicos de Pekín 2008, quinto puesto (Diploma Olímpico)
- Plantilla: Alba Torrens, Amaya Valdemoro, Anna Montañana, Cindy Lima, Elisa Aguilar, Isabel Sánchez, Laia Palau, Laura Nicholls, Lucila Pascua, María Revuelto, Nuria Martínez y Tamara Abalde. Seleccionador: Evaristo Pérez Torices.

Juegos Olímpicos de Río 2016, medalla de plata. 
- Plantilla: Anna Cruz, Silvia Domínguez, Laura Gil, Astou Ndour, Laura Nicholls, Laia Palau, Lucila Pascua, Laura Quevedo, Leonor Rodríguez, Leticia Romero, Alba Torrens y Marta Xargay. Seleccionador: Lucas Mondelo.

Juegos Olímpicos de Tokio 2020, sexto puesto (Diploma Olímpico)
- Plantilla:

Tamara Abalde, Raquel Carrera, Queralt Casas, Maite Cazorla, María Conde, Silvia Domínguez, Laura Gil, Astou Ndour, Cristina Ouviña, Laia Palau, Leonor Rodríguez y Alba Torrens. Seleccionador: Lucas Mondelo.
Juegos Olímpicos de París 2024, quinto puesto (Diploma Olímpico)
- Plantilla: Mariona Ortiz, Leticia Romero, Maite Cazorla, Queralt Casas, Andrea Vilaró, Alba Torrens, Leonor Rodríguez, María Conde, María Araújo, Paula Ginzo, Megan Gustafson y Laura Gil. Seleccionador: Miguel Méndez.

#### Campeonato del Mundo
Mundial de Australia 1994, 8º de 16 equipos.
- Plantilla: Piluca Alonso, Ana Belén Álvaro, Blanca Ares, Myriam Henningsen, Laura Grande, Elisabeth Cebrian, Marina Ferragut, Nieves Lobón, Paloma Sánchez, Carolina Mújica, Pilar Valero, Mar Xantal. Seleccionador: Manolo Coloma.

Mundial de Alemania 1998, 5º de 16 equipos.
- Plantilla: Elisa Aguilar, Piluca Alonso, Ana Belén Álvaro, Elisabeth Cebrián, Yolanda María García, Nieves Anula, Laura Grande, Marina Ferragut, Ingrid Pons, Rosi Sánchez, Pilar Valero, Amaya Valdemoro. Seleccionador: Manolo Coloma.

Mundial de China 2002, 5º de 16 equipos.
- Plantilla: Elisabeth Cebrián, Marta Fernández, Begoña García, Lucila Pascua, Marina Ferragut, Lidia Mirchandani, Ingrid Pons, Isabel Sánchez, Marta Zurro, Laia Palau, Rosi Sánchez, Amaya Valdemoro. Seleccionador: Vicente Rodríguez.

Mundial de la Brasil 2006, 8º de 16 equipos.
- Plantilla: Elisa Aguilar, Silvia Domínguez, Eva Montesdeoca, Marta Fernández, Laia Palau, Nuria Martínez, Maria Pina,  Anna Montañana, Isabel Sánchez, Lucila Pascua, Paula Seguí, Amaya Valdemoro. Seleccionador: Domingo Díaz.

Mundial de la República Checa 2010, medalla de bronce. 
- Plantilla: Amaya Valdemoro, Anna Montañana, Lucila Pascua, Elisa Aguilar, Laia Palau, Cindy Lima, Marta Fernández, Sancho Lyttle, Laura Nicholls, Alba Torrens, Anna Cruz y Nuria Martínez. Seleccionador: José Ignacio Hernández.

Mundial de Turquía 2014, medalla de plata. 
- Plantilla: Laura Nicholls, Leticia Romero, Silvia Domínguez, Alba Torrens, Leonor Rodríguez, Laia Palau, Marta Xargay, Nuria Martínez, Laura Gil, Lucila Pascua, Sancho Lyttle y Anna Cruz. Seleccionador: Lucas Mondelo.

Mundial de España 2018, medalla de bronce. 
- Plantilla: Laura Nicholls, Cristina Ouviña, Silvia Domínguez, Alba Torrens, Queralt Casas, Laia Palau, Marta Xargay, Beatriz Sánchez, Laura Gil, Astou Ndour, Belén Arrojo y Anna Cruz. Seleccionador: Lucas Mondelo.

#### Campeonato de Europa
Europeo de Italia 1993, medalla de oro. 
- Plantilla: Ana Belén Álvaro, Laura Grande, Mónica Messa, Blanca Ares, Carolina Mújica, Paloma Sánchez, Pilar Valero, Mar Xantal, Piluca Alonso, Elisabeth Cebrián, Marina Ferragut y Wonny Geuer. Seleccionador: Manuel Coloma.

Europeo de Francia 2001, medalla de bronce. 
- Plantilla: Elisa Aguilar, Rosi Sánchez, Nieves Anula, Lourdes Peláez, Sandra Gallego, Marta Zurro, Lidia Mirchandani, Begoña García, Ingrid Pons, Marina Ferragut, Elisabeth Cebrián y Alicia López. Seleccionador: Vicente Rodríguez.

Europeo de Grecia 2003, medalla de bronce. 
- Plantilla: Amaya Valdemoro, Laura Camps, Begoña García, Laia Palau, Marina Ferragut, Elisabeth Cebrián, Lucila Pascua, Ingrid Pons, Nuria Martínez, Marta Fernández, Paula Seguí y Rosi Sánchez. Seleccionador: Vicente Rodríguez.

Europeo de Turquía 2005, medalla de bronce. 
- Plantilla: Amaya Valdemoro, Anna Montañana, Nuria Martínez, Marta Fernández, Lucila Pascua, Elisa Aguilar, Eva Montesdeoca, Laia Palau, Sandra Gallego, Laura Camps, Mar Xantal y Marina Ferragut. Seleccionador: Domingo Díaz.

Europeo de Italia 2007, medalla de plata. 
- Plantilla: Amaya Valdemoro, Anna Montañana, Nuria Martínez, Lucila Pascua, Elisa Aguilar, Laia Palau, Irene Herradas, Cindy Lima, Marta Zurro, Laura Camps, Isabel Sánchez y Silvia Morales. Seleccionador: Evaristo Pérez Torices.

Europeo de Letonia 2009, medalla de bronce. 
- Plantilla: Amaya Valdemoro, Anna Montañana, Lucila Pascua, Elisa Aguilar, Laia Palau, Cindy Lima, Isabel Sánchez, Tamara Abalde, Laura Nicholls, Alba Torrens, Silvia Domínguez y Anna Cruz. Seleccionador: Evaristo Pérez Torices.

Europeo de Francia 2013, medalla de oro. 
- Plantilla: Laura Gil, Elisa Aguilar, Laia Palau, Silvia Domínguez, Marta Xargay, Cristina Ouviña, Queralt Casas, Alba Torrens, Amaya Valdemoro, Cindy Lima, Laura Nicholls y Sancho Lyttle. Seleccionador: Lucas Mondelo.

Europeo de Rumanía y Hungría 2015, medalla de bronce. 
- Plantilla: Laura Gil, Leticia Romero, Laia Palau, Silvia Domínguez, Marta Xargay, Lucila Pascua, Nuria Martínez, Alba Torrens, Laura Herrera, Anna Cruz, Laura Nicholls y Astou Ndour. Seleccionador: Lucas Mondelo.

República Checa 2017, medalla de oro. 
- Plantilla: María Conde, Anna Cruz, Silvia Domínguez, Laura Gil, Sancho Lyttle, Laura Nicholls, Laia Palau,  Leonor Rodríguez, Leticia Romero, Beatriz Sánchez, Alba Torrens y Marta Xargay. Seleccionador: Lucas Mondelo.

Serbia 2019, medalla de oro. 
- Plantilla: Tamara Abalde, Queralt Casas, Anna Cruz, Silvia Domínguez, Laura Gil, Astou Ndour, Laura Nicholls, Cristina Ouviña,  Laia Palau, María Pina, Andrea Vilaró y Marta Xargay.  Seleccionador: Lucas Mondelo.

Eslovenia e Israel 2023, medalla de plata. 
- Plantilla: Raquel Carrera, Queralt Casas, Maite Cazorla, María Conde, Silvia Domínguez, Laura Gil, Paula Ginzo, Lola Pendande, Cristina Ouviña, Laura Quevedo, Leonor Rodríguez y Alba Torrens. Seleccionador: Miguel Méndez.

Chequia, Alemania, Italia y Grecia 2025, medalla de plata. 
- Plantilla: María Araújo, Aina Ayuso, Elena Buenavida, Raquel Carrera, Irati Etxarri, Awa Fam, Paula Ginzo, Iyana Martín, Mariona Ortiz, Helena Pueyo, Alba Torrens y Andrea Vilaró.  Seleccionador: Miguel Méndez.

## Historial

### Juegos Olímpicos
| Baloncesto en los Juegos Olímpicos | Baloncesto en los Juegos Olímpicos | Baloncesto en los Juegos Olímpicos | Baloncesto en los Juegos Olímpicos | Baloncesto en los Juegos Olímpicos | Baloncesto en los Juegos Olímpicos |
| ---------------------------------- | ---------------------------------- | ---------------------------------- | ---------------------------------- | ---------------------------------- | ---------------------------------- |
| Montreal 1976:                     | No clasificó                       | Moscú 1980:                        | No clasificó                       | Los Ángeles 1984:                  | No clasificó                       |
| Seúl 1988:                         | No clasificó                       | Barcelona 1992:                    | 5.°                                | Atlanta 1996:                      | No clasificó                       |
| Sídney 2000:                       | No clasificó                       | Atenas 2004:                       | 6.°                                | Pekín 2008:                        | 5.°                                |
| Londres 2012:                      | No clasificó                       | Río 2016:                          | Medalla de plata                   | Tokio 2020:                        | 6.°                                |
| París 2024:                        | 5.°                                |                                    |                                    |                                    |                                    |

### Mundiales
| Copa Mundial de Baloncesto Femenino | Copa Mundial de Baloncesto Femenino | Copa Mundial de Baloncesto Femenino | Copa Mundial de Baloncesto Femenino | Copa Mundial de Baloncesto Femenino | Copa Mundial de Baloncesto Femenino |
| ----------------------------------- | ----------------------------------- | ----------------------------------- | ----------------------------------- | ----------------------------------- | ----------------------------------- |
| Chile 1953:                         | No clasificó                        | Brasil 1957:                        | No clasificó                        | Unión Soviética 1959:               | No clasificó                        |
| Perú 1964:                          | No clasificó                        | Checoslovaquia 1967:                | No clasificó                        | Brasil 1971:                        | No clasificó                        |
| Colombia 1975:                      | No clasificó                        | Corea del Sur 1979:                 | No clasificó                        | Brasil 1983:                        | No clasificó                        |
| Unión Soviética 1986:               | No clasificó                        | Malasia 1990:                       | No clasificó                        | Australia 1994:                     | 8.°                                 |
| Alemania 1998:                      | 5.°                                 | China 2002:                         | 5.°                                 | Brasil 2006:                        | 8.°                                 |
| Chequia 2010:                       | Medalla de bronce                   | Turquía 2014:                       | Medalla de plata                    | España 2018:                        | Medalla de bronce                   |
| Australia 2022:                     | No clasificó                        | Alemania 2026:                      |                                     |                                     |                                     |

### Europeos
| Campeonato Europeo de Baloncesto Femenino | Campeonato Europeo de Baloncesto Femenino | Campeonato Europeo de Baloncesto Femenino | Campeonato Europeo de Baloncesto Femenino | Campeonato Europeo de Baloncesto Femenino | Campeonato Europeo de Baloncesto Femenino |
| ----------------------------------------- | ----------------------------------------- | ----------------------------------------- | ----------------------------------------- | ----------------------------------------- | ----------------------------------------- |
| 1938- 1972:                               | NP/NC                                     | Italia 1974:                              | 12.°                                      | Francia 1976:                             | 10.°                                      |
| Polonia 1978:                             | 11.°                                      | Yugoslavia 1980:                          | 10.°                                      | Italia 1981:                              | No clasificó                              |
| Hungría 1983:                             | 11.°                                      | Italia 1985:                              | 10.°                                      | España 1987:                              | 6.°                                       |
| Bulgaria 1989:                            | No clasificó                              | Israel 1991:                              | No clasificó                              | Italia 1993:                              | Medalla de oro                            |
| Chequia 1995:                             | 10.°                                      | Hungría 1997:                             | 5.°                                       | Polonia 1999:                             | No clasificó                              |
| Francia 2001:                             | Medalla de bronce                         | Grecia 2003:                              | Medalla de bronce                         | Turquía 2005:                             | Medalla de bronce                         |
| Italia 2007:                              | Medalla de plata                          | Letonia 2009:                             | Medalla de bronce                         | Polonia 2011:                             | 9.°                                       |
| Francia 2013:                             | Medalla de oro                            | Hungría/Rumanía 2015:                     | Medalla de bronce                         | Chequia 2017:                             | Medalla de oro                            |
| Serbia/Letonia 2019:                      | Medalla de oro                            | Francia/España 2021:                      | 7.°                                       | Eslovenia/Israel 2023:                    | Medalla de plata                          |
| Chequia/Alemania/Grecia/Italia 2025:      | Medalla de plata                          | Bélgica/Finlandia/Suecia/Lituania 2027:   |                                           |                                           |                                           |

## Categorías inferiores

### Selección Sub-20
| Campeonato Europeo femenino Sub-20 | Campeonato Europeo femenino Sub-20 | Campeonato Europeo femenino Sub-20 | Campeonato Europeo femenino Sub-20 | Campeonato Europeo femenino Sub-20 | Campeonato Europeo femenino Sub-20 |
| ---------------------------------- | ---------------------------------- | ---------------------------------- | ---------------------------------- | ---------------------------------- | ---------------------------------- |
| Eslovaquia 2000:                   | 5.°                                | Croacia 2002:                      | 5.°                                | Francia 2004:                      | 9.°                                |
| Chequia 2005:                      | 8.°                                | Hungría 2006:                      | 4.°                                | Bulgaria 2007:                     | Medalla de oro                     |
| Italia 2008:                       | 4.°                                | Polonia 2009:                      | Medalla de plata                   | Letonia 2010:                      | Medalla de plata                   |
| Serbia 2011:                       | Medalla de oro                     | Hungría 2012:                      | Medalla de oro                     | Turquía 2013:                      | Medalla de oro                     |
| Italia 2014:                       | Medalla de plata                   | España 2015:                       | Medalla de oro                     | Portugal 2016:                     | Medalla de oro                     |
| Portugal 2017:                     | Medalla de oro                     | Hungría 2018:                      | Medalla de oro                     | Chequia 2019:                      | 5.°                                |
| 2020:                              | Cancelado                          | 2021:                              | Cancelado                          | Hungría 2022:                      | Medalla de oro                     |
| Lituania 2023:                     | Medalla de bronce                  | Lituania 2024:                     | Medalla de plata                   | Portugal 2025:                     | Medalla de oro                     |

### Selección Sub-19
| Campeonato Mundial femenino Sub-19 | Campeonato Mundial femenino Sub-19 | Campeonato Mundial femenino Sub-19 | Campeonato Mundial femenino Sub-19 | Campeonato Mundial femenino Sub-19 | Campeonato Mundial femenino Sub-19 |
| ---------------------------------- | ---------------------------------- | ---------------------------------- | ---------------------------------- | ---------------------------------- | ---------------------------------- |
| Estados Unidos 1985:               | 7.°                                | España 1989:                       | 5.°                                | Corea del Sur 1993:                | No participó                       |
| Brasil 1997:                       | 8.°                                | Chequia 2001:                      | No participó                       | Túnez 2005:                        | 5.°                                |
| Eslovaquia 2007:                   | 4.°                                | Tailandia 2009:                    | Medalla de plata                   | Chile 2011:                        | Medalla de plata                   |
| Lituania 2013:                     | 4.°                                | Rusia 2015:                        | 4.°                                | Italia 2017:                       | 8.°                                |
| Tailandia 2019:                    | Medalla de bronce                  | Hungría 2021:                      | 7.°                                | España 2023:                       | Medalla de plata                   |
| Chequia 2025:                      | Medalla de bronce                  |                                    |                                    |                                    |                                    |

### Selección Sub-18
| Campeonato Europeo femenino Sub-18 | Campeonato Europeo femenino Sub-18 | Campeonato Europeo femenino Sub-18 | Campeonato Europeo femenino Sub-18 | Campeonato Europeo femenino Sub-18 | Campeonato Europeo femenino Sub-18 |
| ---------------------------------- | ---------------------------------- | ---------------------------------- | ---------------------------------- | ---------------------------------- | ---------------------------------- |
| Bulgaria 1965:                     | No participó                       | Italia 1967:                       | No participó                       | Alemania 1969:                     | No participó                       |
| Yugoslavia 1971:                   | No participó                       | Italia 1973:                       | 8.°                                | España 1975:                       | 6.°                                |
| Bulgaria 1977:                     | 11.°                               | Italia 1979:                       | No participó                       | Hungría 1981:                      | 9.°                                |
| Italia 1983:                       | 8.°                                | España 1984:                       | 4.°                                | Italia 1986:                       | 12.°                               |
| Bulgaria 1988:                     | 6.°                                | España 1990:                       | Medalla de plata                   | Grecia 1992:                       | 5.°                                |
| Bulgaria 1994:                     | Medalla de plata                   | Eslovaquia 1996:                   | 4.°                                | Turquía 1998:                      | Medalla de oro                     |
| Polonia 2000:                      | 6.°                                | Eslovenia 2002:                    | 5.°                                | Eslovaquia 2004:                   | Medalla de plata                   |
| Hungría 2005:                      | Medalla de plata                   | España 2006:                       | Medalla de oro                     | Serbia 2007:                       | Medalla de plata                   |
| Eslovaquia 2008:                   | 5.°                                | Suecia 2009:                       | Medalla de oro                     | Eslovaquia 2010:                   | Medalla de plata                   |
| Rumanía 2011:                      | Medalla de bronce                  | Rumanía 2012:                      | 5.°                                | Croacia 2013:                      | Medalla de oro                     |
| Portugal 2014:                     | Medalla de bronce                  | Eslovenia 2015:                    | Medalla de oro                     | Hungría 2016:                      | Medalla de plata                   |
| Hungría 2017:                      | 6.°                                | Italia 2018:                       | Medalla de plata                   | Bosnia y Herzegovina 2019:         | 5.°                                |
| 2020:                              | Cancelado                          | 2021:                              | Cancelado                          | Grecia 2022:                       | Medalla de plata                   |
| Turquía 2023:                      | Medalla de bronce                  | Portugal 2024:                     | Medalla de plata                   | España 2025:                       | Medalla de oro                     |

### Selección Sub-17
| Campeonato Mundial femenino Sub-17 | Campeonato Mundial femenino Sub-17 | Campeonato Mundial femenino Sub-17 | Campeonato Mundial femenino Sub-17 | Campeonato Mundial femenino Sub-17 | Campeonato Mundial femenino Sub-17 |
| ---------------------------------- | ---------------------------------- | ---------------------------------- | ---------------------------------- | ---------------------------------- | ---------------------------------- |
| Francia 2010:                      | 8.°                                | Países Bajos 2012:                 | Medalla de plata                   | Chequia 2014:                      | Medalla de plata                   |
| España 2016:                       | 6.°                                | Bielorrusia 2018:                  | 6.°                                | Rumanía 2020:                      | Cancelado                          |
| Hungría 2022:                      | Medalla de plata                   | México 2024:                       | Medalla de bronce                  |                                    |                                    |

### Selección Sub-16
| Campeonato Europeo femenino Sub-16 | Campeonato Europeo femenino Sub-16 | Campeonato Europeo femenino Sub-16 | Campeonato Europeo femenino Sub-16 | Campeonato Europeo femenino Sub-16 | Campeonato Europeo femenino Sub-16 |
| ---------------------------------- | ---------------------------------- | ---------------------------------- | ---------------------------------- | ---------------------------------- | ---------------------------------- |
| Polonia 1976:                      | 10.°                               | España 1978:                       | 11.°                               | Hungría 1980:                      | 10.°                               |
| Finlandia 1982:                    | 8.°                                | Italia 1984:                       | 8.°                                | Yugoslavia 1985:                   | 9.°                                |
| Polonia 1987:                      | 9.°                                | Rumanía 1989:                      | 4.°                                | Portugal 1991:                     | 9.°                                |
| Eslovaquia 1993:                   | Medalla de plata                   | Polonia 1995:                      | 4.°                                | Hungría 1997:                      | 5.°                                |
| Rumanía 1999:                      | Medalla de oro                     | Bulgaria 2001:                     | 7.°                                | Turquía 2003:                      | 5.°                                |
| Italia 2004:                       | Medalla de oro                     | Polonia 2005:                      | Medalla de oro                     | Eslovaquia 2006:                   | Medalla de oro                     |
| Letonia 2007:                      | Medalla de plata                   | Polonia 2008:                      | Medalla de oro                     | Italia 2009:                       | Medalla de oro                     |
| Grecia 2010:                       | 4.°                                | Italia 2011:                       | Medalla de oro                     | Hungría 2012:                      | Medalla de oro                     |
| Bulgaria 2013:                     | Medalla de oro                     | Hungría 2014:                      | Medalla de bronce                  | Portugal 2015:                     | 4.°                                |
| Italia 2016:                       | Medalla de oro                     | Francia 2017:                      | 5.°                                | Lituania 2018:                     | Medalla de bronce                  |
| Macedonia del Norte 2019:          | Medalla de bronce                  | Portugal 2020:                     | Cancelado                          | Portugal 2021:                     | Cancelado                          |
| Portugal 2022:                     | Medalla de plata                   | Turquía 2023:                      | Medalla de plata                   | Hungría 2024:                      | Medalla de bronce                  |
| Rumanía 2025:                      |                                    |                                    |                                    |                                    |                                    |

## Condecoraciones
| Distinción                                                     | Año                    |
| -------------------------------------------------------------- | ---------------------- |
| Placa de Oro – Real Orden del Mérito Deportivo                 | 2019                   |
| Galardón                                                       | Año                    |
| Premio Nacional del Deporte «Mejor Selección Española del Año» | 1993, 2003, 2009, 2013 |
| Hall of Fame del Baloncesto Español (Selección 1993)           | 2019                   |